# Hersham
Hersham – wieś w Anglii, w hrabstwie Surrey, w dystrykcie Elmbridge. Leży 25 km na południowy zachód od centrum Londynu. Miejscowość liczy 11 913 mieszkańców.